# Premetro de Amberes
El Premetro de Amberes es una serie de túneles pertenecientes al Tranvía de Amberes. Actualmente, da servicio a 8 de las 14 líneas de la red.

## Historia

### Antecedentes
En 1964, se presentó un proyecto para la conversión de algunas líneas del Tranvía de Amberes en ferrocarril metropolitano. Al igual que en ciudades como Charleroi o Bruselas, se empleó la técnica del premetro. De esta forma, se agilizaría el tráfico de los tranvías y, a largo plazo, se soterraría completamente la infraestructura.
El proyecto preveía 14 km de red con 14 estaciones. Las obras comenzaron, pues, en 1970, con la técnica del falso túnel.

### Primer túnel
El primer tramo, de 4,4 km, estaba previsto para 1975, aunque finalmente tan sólo abrió el tramo entre Opera y Groenplaats, una cuarta parte de lo previsto. Los trenes procedentes de Hoboken y Mortsel, pertenecientes a las líneas  y , fueron los primeros en atravesar este túnel. Este retraso se debió, principalmente, a dos factores: la profundidad y la ubicación. Al tener que construir a más de 30 metros de profundidad, la técnica empleada no permitía avanzar rápidamente y, además, durante la excavación, se encontraron vestigios de la ocupación española de la ciudad.
Dado que la construcción de este tramo tardó más de 5 años y durante ese tiempo el centro de la ciudad estuvo colapsado, las protestas de los vecinos obligaron al alcalde a hacer que los próximos túneles fuesen hechos con tuneladora. Esto hizo ver a las autoridades que la idea de un metro no era muy realista. En consecuente, las estaciones futuras serían de 60 metros, y no 90 como hasta entonces.

### Desarrollo del premetro
El 16 de enero de 1978 se anunció la construcción de tres nuevos túneles: uno bajo el río Escalda, otro hacia el este y otro hacia el norte.
Así fue como, el 1 de abril de 1996, se amplió el túnel desde Opera hasta Sport
El 27 de noviembre de 2007, la línea  comienza a utilzar el premetro, así como la línea  en 2012.
El 18 de abril de 2015 entró en servicio el túnel este, con la línea . A esta línea se le sumará la línea  en 2017.

## La red
| Premetro de Amberes | Premetro de Amberes                            |           |           |  |   |  | ∧ |  | Merksem \| Luchtbal | Merksem \| Luchtbal   | Merksem \| Luchtbal   |  |
|                     | Wijnegem                                       | Wijnegem  | Wijnegem  |  | ∧ |  | ■ |  | Sport               | Sport                 | Sport                 |  |
|                     | Melsele \| Linkeroever                         |           | ∧         |  |   |  |   |  |                     |                       |                       |  |
|                     | Van Eeden                                      |           | ■         |  |   |  | ■ |  | Schijnpoort         | Schijnpoort           | Schijnpoort           |  |
|                     | Groenplaats                                    |           | ■         |  |   |  |   |  |                     |                       |                       |  |
|                     | Meir                                           |           | ■         |  |   |  | ■ |  |                     |                       | Handel                |  |
|                     | Opera                                          |           | ■         |  |   |  | ■ |  |                     |                       | Elisabeth             |  |
|                     | Astrid                                         |           |           |  | ■ |  |   |  | •                   |                       | Stuivenberg           |  |
|                     | Diamant                                        |           | ■         |  |   |  |   |  | •                   |                       | Sint-Willibrordus     |  |
|                     | Plantin                                        |           | ■         |  |   |  | • |  |                     |                       | Carnot                |  |
|                     | Hoboken \| Olympiade \| Eksterlaar \| Boechout |           | ∨         |  |   |  |   |  |                     |                       |                       |  |
|                     |                                                |           |           |  |   |  | • |  | Drink               | Drink                 | Drink                 |  |
|                     |                                                |           |           |  |   |  | ■ |  | Zegel               | Zegel                 | Zegel                 |  |
|                     |                                                |           |           |  |   |  |   |  |                     |                       |                       |  |
|                     | Foorplein                                      | Foorplein | Foorplein |  | • |  | • |  | Collegelaan         | Collegelaan           | Collegelaan           |  |
|                     |                                                |           |           |  | ∨ |  | • |  | Morckhoven          | Morckhoven            | Morckhoven            |  |
|                     |                                                |           |           |  |   |  | ∨ |  |                     | Wommelgem \| Wijnegem | Wommelgem \| Wijnegem |  |

## Explotación

### Frecuencias
Todas las líneas de los ejes norte-sur y norte-oeste tienen una frecuencia de 8 minutos en hora punta y 10 en hora valle. Eso hace que cada dos minutos haya un tren en cada estación.
Las líneas del eje este, sin embargo, tienen una frecuencia de 8 o 10 minutos en hora punta y 15 en hora valle. Eso hace que cada cinco minutos haya un tren en cada estación.

### Tarificación
Dado que pertenece a la red del Tranvía de Amberes, la tarificación es idéntica a cualquier otro tramo de dichas líneas.

## Futuro

### Túnel norte
Existe actualmente una parte del túnel norte de 2,3 km sin utilizar. Es una rama entre las estaciones de Carnot y Schijnpoort que el gobierno flamenco prevé abrir.

### Túnel este
Después de la estación Zegel, hay un tramo de 800 m construidos con una estación. El gobierno flamenco prevé su apertura para la línea .